# Eduard Daelen

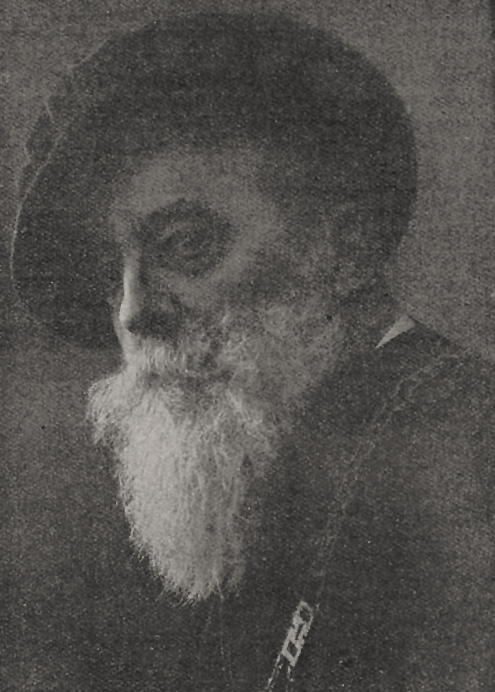
Der Verfasser des Festspiels „Hollands Blütezeit“ Maler Eduard Daelen als Rembrandt (1912)

Eduard Adolf Daelen (* 3. März 1848 in Hörde, Landkreis Dortmund; † 5. Mai 1923 in Hochdahl, Amt Gruiten, Kreis Mettmann) war ein deutscher Maler und Schriftsteller. Für etliche seiner Schriften verwendete er die Pseudonyme Ursus teutonicus, Angelo Dämon, Edu Daelen-Bachem und Michel Bär. Bekanntheit erlangte er vor allem durch die erste Biografie über Wilhelm Busch, die er 1886 verfasste.

## Leben
Eduard Daelen wurde als Sohn des Eisenhütten-Ingenieurs Reiner Daelen geboren. Obwohl er sehr viel lieber Kunst studieren wollte, wurde er zunächst zu einem Maschinenbaustudium gezwungen. Hierzu war er 1863 bis 1865 an der Gewerbeschule in Barmen und 1867 bis 1868 an der Gewerbeakademie Berlin eingeschrieben. Erst im Herbst 1868 trat er an der Kunstakademie Düsseldorf in die Elementarklasse bei Andreas Müller ein, ging jedoch im Herbst 1869 wieder ab, „weil er noch keinen Platz im Antikensaal erhalten konnte“. Daher ging er zunächst an die Berliner und bis 1875 an die Münchner Kunstakademie, wo Otto Seitz und Wilhelm von Diez seine Lehrer waren. Nach kurzem Aufenthalt in Rom (März 1875) ließ er sich 1875 in Düsseldorf nieder. 1880 heiratete er Wally Emilie Kaldeweg (1853–1914). Nach deren Tod wurde Emma Lucas (1866–1948), mit der er 1920 nach Hochdahl zog, seine Lebensgefährtin und Erbin.
Von 1877 bis 1923 war Daelen Mitglied des Künstlervereins Malkasten und Vorsitzender des Düsseldorfer Ortsvereins der Allgemeinen Deutschen Kunstgenossenschaft. Außerdem gehörte er der akademischen Künstlervereinigung Orient, der Künstlergruppe Laetitia und dem Düsseldorfer Schriftstellerverein an. 1900 war er Initiator des Goethe-Bundes. Er setzte sich für den Erhalt des Neandertals ein und spielte eine maßgebliche Rolle bei der Gründung des Naturschutzvereins Neandertal. In Hochdahl bei Düsseldorf wurde die Eduard-Daelen-Straße nach ihm benannt.

## Tätigkeit

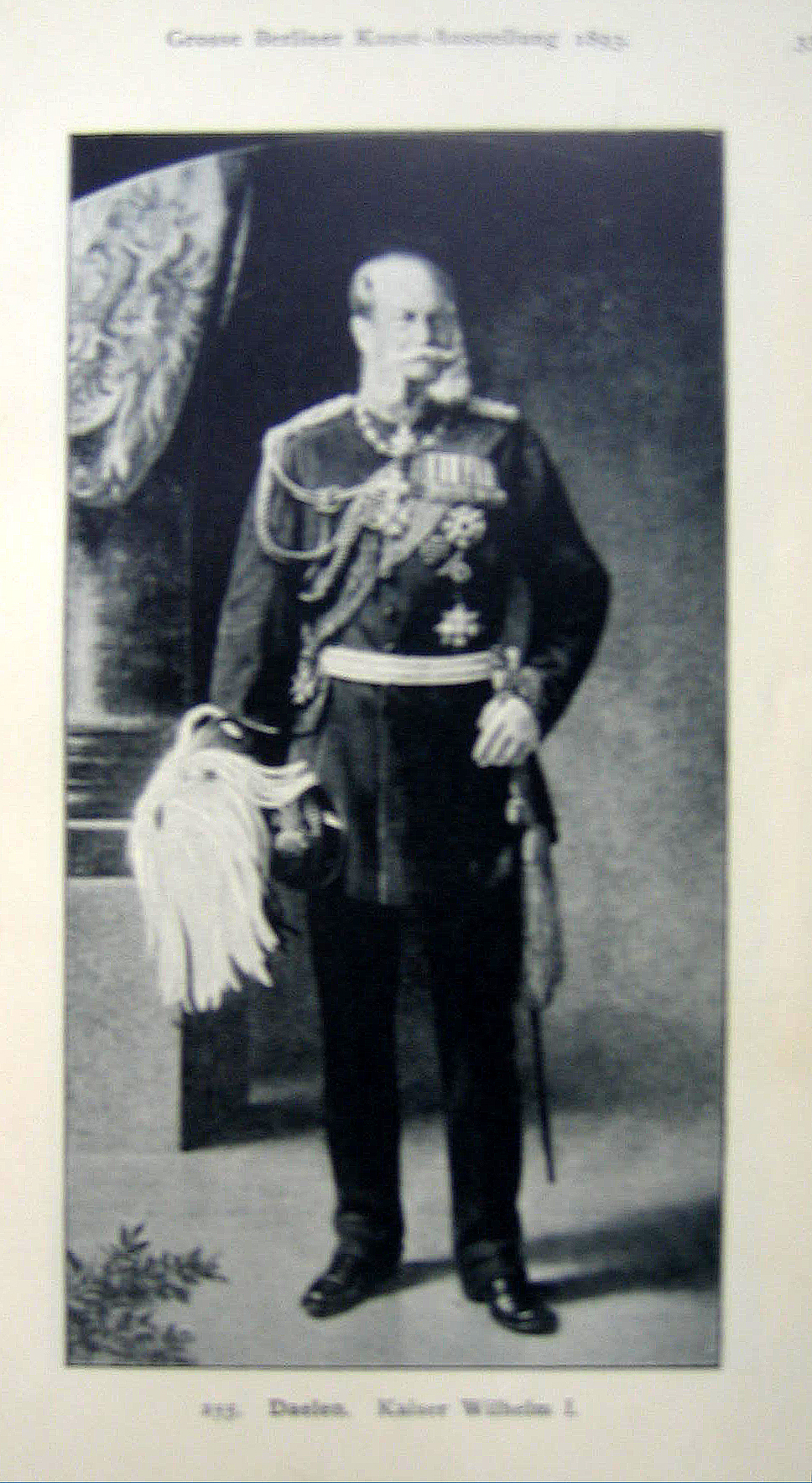
Bildnis Kaiser Wilhelm I. – Große Berliner Kunstausstellung 1893 (Katalog-Abbildung)

Daelens Malerei wird der Düsseldorfer und Münchner Schule zugeordnet. Aktivitäten der Düsseldorfer Schule behandelte er in zahlreichen Bildern und Schriften. Seine Malweise kann als „realistisch“ bezeichnet werden, er verarbeitete in Kolorit und Farbauftrag jedoch auch Einflüsse des Impressionismus. Finanziellen Erfolg hatte er wohl vor allem mit Bildnissen, z. B. des deutschen Kaisers Wilhelm I. oder Otto von Bismarcks für lokale und öffentliche Auftraggeber. Daneben entstanden aber auch „surreal“ anmutende Kompositionen, wie Größenwahn (1891), Aschermittwoch (1892), oder Der Clown, eine Allegorie auf „zeitgenössische Kunstauswüchse“ (1892), sowie Landschaftsdarstellungen und zahlreiche weitere Bildnisse. Nach Ausbruch des Ersten Weltkriegs entstanden „patriotische“ Arbeiten wie u. a. die Gemälde Der deutsche Adler. Kampf des germanischen Adlers mit dem gallischen Hahn, Des Weltbrands Licht!, Allegorie auf den Weltkrieg oder Mit eiserner Ruhe. Der „Deutsche Michel“ auf ein Schwert, dessen Klinge mit „Siegfried“ beschriftet ist, gestützt, steht aufrecht vor einem Drachen. Daneben engagierte er sich mit Aufrufen, Plakaten und Kriegs-Postkarten.
Eduard Daelen verfasste unter anderem Kunstkritiken, die unter den Pseudonymen Ursos teutonicus und Angelo Dämon in verschiedenen Blättern erschienen. In ihnen verwendete er gelegentlich eine Sprache, die an Beleidigungen grenzte. Daneben veröffentlichte er Titel wie Das Hohe Lied vom Bier, Schüttle dich, Germania!, Skizzen vom Rhein, Triumph der Hansa, Biographien (u. a. über Eduard Bendemann, Wilhelm Camphausen, Carl Müller, Eduard Steinbrück und Benjamin Vautier d. Ä.) für die Allgemeine Deutsche Biographie, Gedichte sowie Fest- und Bummelstücke zur Aufführung im Künstlerverein Malkasten. Er war Herausgeber und Mitverfasser der Kunstbände Die Schönheit der Frauen, 280 photographische Freilichtstudien von Ed Büchler, J. Agélou, G. Plüschow und E. Schneider (mit Paul Hirth), Stuttgart, Schmidt 1905, Die Schönheit des menschlichen Körpers, mit 322 malerischen Aktstudien nach der Natur (mit Beiträgen von Gustav Fritsch, Josef Kirchner u. a.), Stuttgart, Kunstverlag Klemm & Beckmann 1905, sowie Nackte Schönheit. Ein Buch für Künstler und Ärzte, mit 336 künstlerischen Aktstudien nach photographischen Aufnahmen (unter Mitwirkung von Dr. Gustav Fritsch, Professor der Anatomie an der Universität Berlin und J. Paar), Stuttgart, Hermann Schmidt 1907.

## Eduard Daelen und Wilhelm Busch
Als vehementer Anti-Katholik war er der Ansicht, in Wilhelm Busch einen Gleichgesinnten gefunden zu haben. Darauf schienen die antiklerikalen Bildergeschichten von Wilhelm Busch wie Die fromme Helene, Der heilige Antonius von Padua und Pater Filucius hinzuweisen. Als Daelens Schrift Über Wilhelm Busch und seine Bedeutung erschien, waren allerdings sowohl Wilhelm Busch als auch sein Freundeskreis peinlich berührt. In der skurrilen Laudatio setzte Eduard Daelen Wilhelm Busch mit Größen wie Leonardo da Vinci, Peter Paul Rubens und Gottfried Wilhelm Leibniz gleich und zitierte unkritisch aus einem unverbindlichen Briefwechsel mit Busch. Den Autor Busch bezeichnete er als „Urbild des echt deutschen Volksgeistes“ und „Verkörperung des mythischen Urahnen Teut“. Die fromme Helene, die nach heutiger Sicht vor allem religiöse Heuchelei und zwielichtige Bürgermoral karikiert, sah Daelen als einen Angriff auf „die weibliche Verschmitztheit, Neugierde und Eitelkeit sowie die trotz aller Faul- und Borniertheit stets spekulative Raffinesse“.
Den Literaturwissenschaftler Friedrich Theodor Vischer, der in seinem Aufsatz Über neuere deutsche Karikatur neben einer respektvollen Würdigung Buschs auch einige kritische Anmerkungen fand, griff Daelen in seitenlangen Tiraden als „Literaturbonzen“ an und unterstellte ihm den „Eunuchenneid des vertrockneten Philisters“. Auf Daelens biografischen Versuch antwortete als einer der ersten der Literaturhistoriker Johannes Proelß. Sein Essay, der in der Frankfurter Zeitung erschien, enthielt eine Reihe falscher biographischer Daten und war für Wilhelm Busch der Anlass, sich in derselben Zeitung zu seiner Person zu äußern. Busch fühlte sich von der Biografie bloßgestellt und war der Ansicht, dass die Verunglimpfung von Kaspar Braun zu weit ging. Auch die Behandlung seiner Beziehung zu Johanna Keßler, die ihn in seinen Frankfurter Jahren stark gefördert hatte, fand er indiskret und geschmacklos beleuchtet.

## Werk-Auswahl
- Motiv aus Tivoli, 1875
- Abendstimmung am Hintersee, 1877

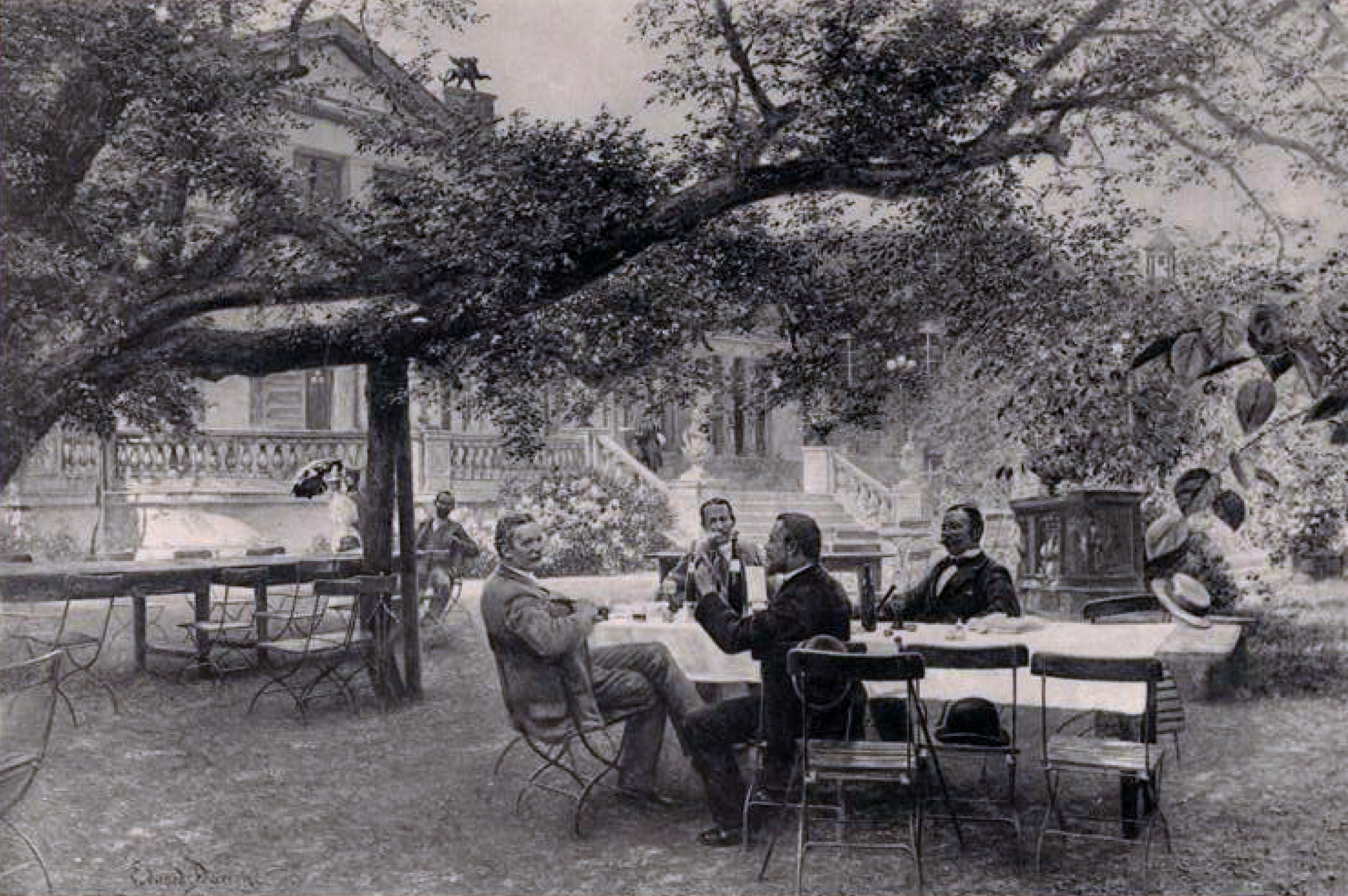
Gemütliche Runde im Park des alten Düsseldorfer Malkasten (Mittag im Malkasten-Park), 1896 (Schwarz-Weiß-Abbildung)

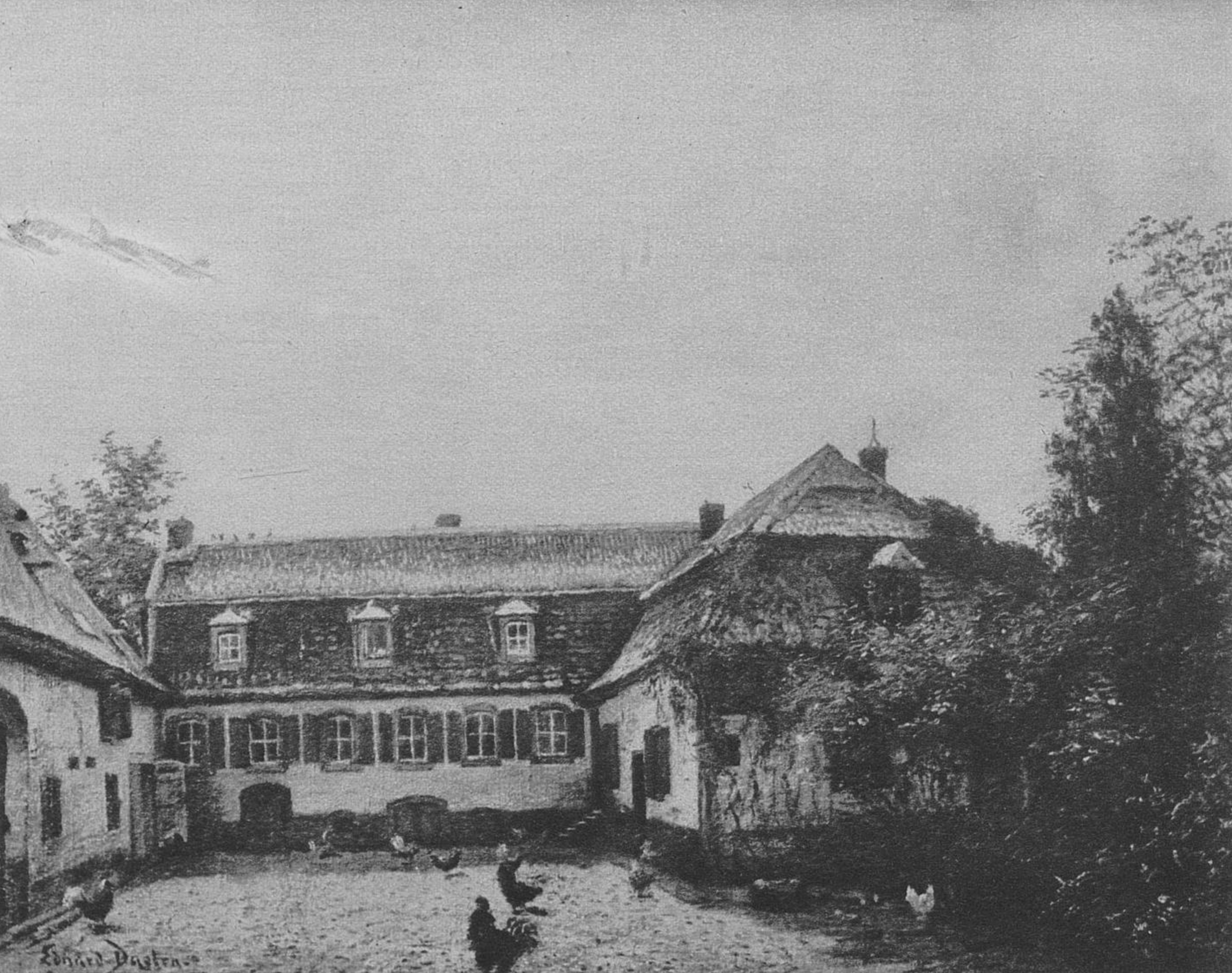
Kürtenhof in Düsseldorf-Flingern, von Eduard Daelen (1914)

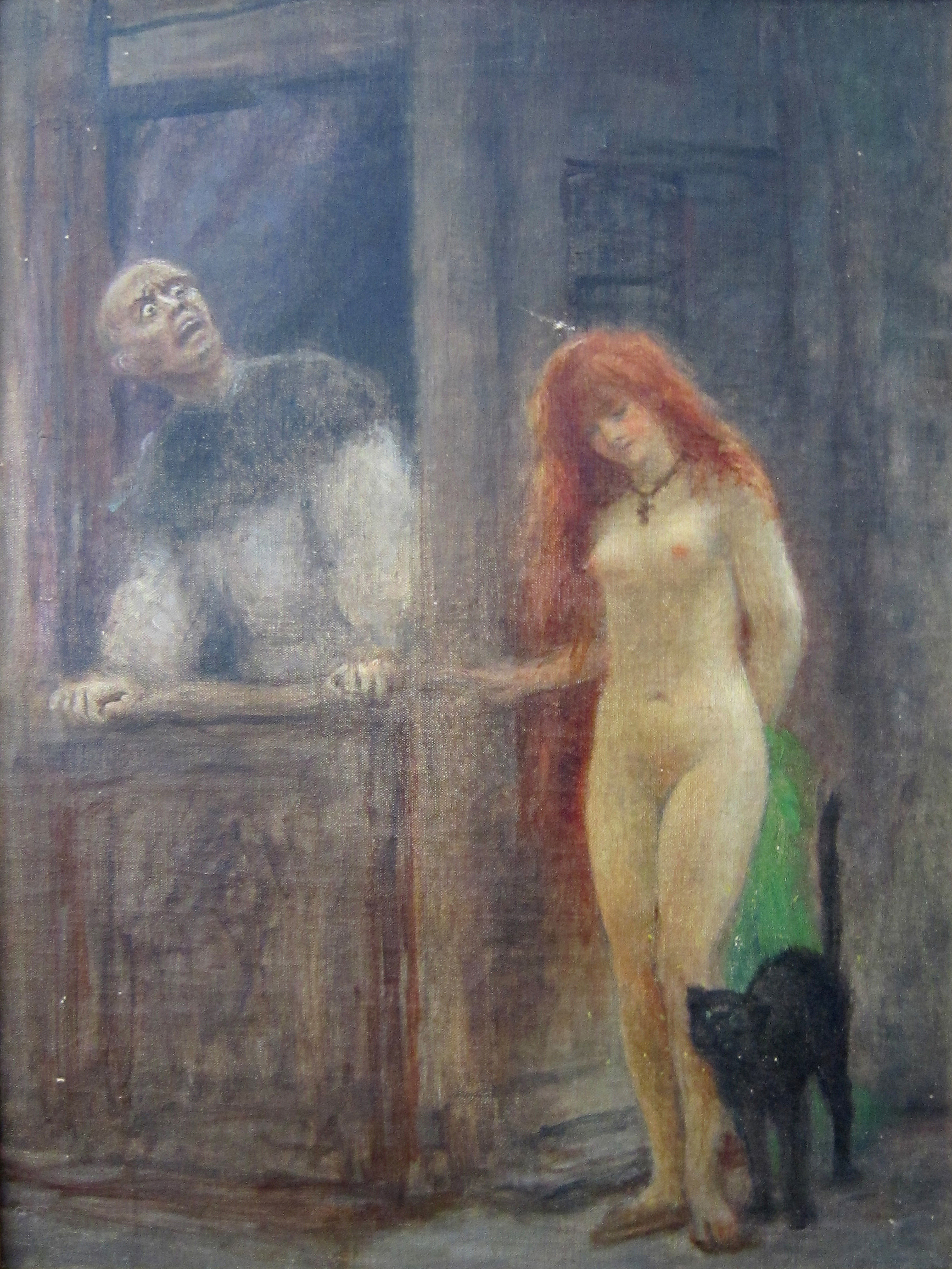
Offenes Geheimnis am Beichtstuhl, Gemälde aus dem Nachlass

- Selbstbildnis, 1880, im Stadtmuseum Düsseldorf[10]
- Huldigung an Kaiser Wilhelm I., 1880; ehemals Rathaus Oberhausen
- Mars imperator – Venus imperatrix, 1888
- Größenwahn, 1891
- Aschermittwoch, 1892
- Der Clown, Allegorie auf „zeitgenössische Kunstauswüchse“, 1892
- Bildnis eines bärtigen Herrn (Karl Heinrich Wedigen), 1895
- Gemütliche Runde im Park des alten Düsseldorfer Malkasten, 1896
- Bildnis des Stadtrats Peter Hubert Knops, 1908; ehemals Museum Siegen
- Im Düsseltal, 1914
- Offenes Geheimnis am Beichtstuhl, Nachlass

## Schriften
- Der Fall „Jägerhof-Park“. Ein Alarmruf in höchster Not. Düsseldorf o. J. Manuskript: Malkasten-Archiv, Düsseldorf.
- Narrfingen. Die wundervollste Wundergeschichte unseres Jahrhunderts. Von Michel Bär (d. i. Eduard Daelen). Düsseldorf 1879.
- Der Blick ins Jenseits. Mit C. M. Seyppel. 1880.
- Der Reinfall. Lustige Schweizerreise. 1881.
- Schüttle Dich, Germania. Düsseldorf 1881.
- Keine Spielverderber oder: Man immer gemüthlich! Allegorisches Bühnenweihfestspiel zur Eröffnung der Winter-Zwillingskegelbahn im Malkasten zu Düsseldorf am 11. 11. 1882. Düsseldorf 1882.
- Auf die Jungfrau! Eine lust’ge Schweizerreise, welche vier fidele Knaben abenteuerlicherweise unlängst unternommen haben. 1882.
- Bismarck. Eine Vision. Mit 90 Illustrationen. Oberhausen und Leipzig 1882.
- Von der Wurschtigkeit. Bismarckiaden in Reim und Bild. Oberhausen und Leipzig 1883.
- Das Hohe Lied vom Bier. Phantasie. Düsseldorf 1884.
- Die Gründung Pempelforts oder Skandal und Liebe. Humoristisches Lustspiel von Ursus Teutonicus. Düsseldorf 1884.
- Knall und Fall. Festspiel. 1885.
- Die elf Gebote der Ehe. Eine Humoreske. 1885.
- Festspiel zur Feier des 70. Geburtstages und des 50jährigen Malerjubiläums von Andreas Achenbach im Malkasten, 28. 9. 1885. Düsseldorf 1885.
- Ueber Wilhelm Busch und seine Bedeutung. Eine lustige Streitschrift. Düsseldorf. Bagel 1886.
- Der muntere Wähler, oder Laß dich nicht verblüffen!. Um 1887.
- Zur Geschichte der bildenden Kunst in Düsseldorf. In: Beiträge zur Geschichte des Niederrheins. Band 3, Düsseldorf 1888, S. 296 ff. (Digitalisat)
- Schüttle Dich, Germania! Geharnischte Bismarcksonette von einem Freimüthigen. Düsseldorf 1891.
- Skizzen vom Rhein. Aus der Studienmappe von E. Daelen. Spaarmann, Styrum und Leipzig 1894.
- Brutus, schläfst Du? Ein Mahnruf an die Kunststadt Düsseldorf. Düsseldorf 1896.
- Mars und Venus oder ihr neuester Sieg. Jubiläums-Vorspiel-Polterabendscherz-Bummelstück in einem Akt. Künstlerverein Malkasten; 50. Stiftungsfest. Düsseldorf 1898.
- Eine Doppelhochzeit. Festspiel zum 50jährigen Jubiläum des Malkastens am 3.7.1898. Düsseldorf 1898.
- Aus der Geschichte des Künstlervereins „Malkasten“ : zur Jubelfeier seines fünfzigjährigen Bestehens 1848–1898. – Düsseldorf : Bagel, 1898, urn:nbn:de:hbz:061:1-23658.
- Das Friedensfest in Pempelfort. Satyrspiel zur Feier der Jahrhundertwende. Düsseldorf um 1900.
- Maskenredoute des Künstlervereins Malkasten. Düsseldorf, 24. Februar 1900: „Triumph der Hansa“. Düsseldorf 1900.
- Aufruf an die Düsseldorfer Künstlerschaft zur Bildung eines Goethe-Bundes. Vorgetragen in der Generalversammlung der Düsseldorfer Künstler am 23. 4. 1900. Düsseldorf 1900.
- Das neue Kunstausstellungsgebäude zu Düsseldorf. Düsseldorf 1901/02.
- Ein Friedensplan. Entwurf zu einem Festspiel zur Großen Industrie- und Kunstausstellung. Düsseldorf 1902.
- Frechheit ist Trumpf! oder Wer lacht da? Ein Satyrspiel zur Internationalen Kunstausstellung von Angelo Dämon. Düsseldorf 1904.
- Malkastenhumor. Das Geheimnis oder Salon und Galgen. Düsseldorf, nach 1905.
- Bilanz der Internationalen. Mit einer zeitgemäßen Forderung von Angelo Dämon. Stuttgart 1905.
- La moralité du nu. Klemm & Beckmann, Berlin 1906
- Hollands Blütezeit. Festspiel, Malkastenredoute, Düsseldorf, 17.2.1912. Düsseldorf 1912.
- Zum Monistentag in Düsseldorf, 6. 9. 1913. Drei Gedichte. 1913.
- Laetitia, viellieber Klang!. In: Velhagen & Klasings Monatshefte, 28.3 (Mai/Aug. 1914).
- Gedicht zum Tode des Malers Ernst Bosch am 22. März 1917. In: Düsseldorfer Generalanzeiger, 26. März 1917.
- Welt-Großmacht Presse, zur Großen Berliner Kunstausstellung 1917. Düsseldorf 1918.
- Vom Fischerdorf zur Weltstadt. Eine Offenbarung der Weltstadt. Düsseldorf 1918.
- Das Vorrecht der Jugend. Ein heiteres Spiel. Düsseldorf 1919.
- Die nackte Maja. Das Lustspiel der Revolution in 3 Akten. Düsseldorf 1920.
- Deutscher Frühling. Freie Bekenntnisse von Edu Daelen-Bachem und Emma Lucas-Boeddinghaus. Düsseldorf 1920.
- Das Kreuz. Roman aus Düsseldorfs Vergangenheit. Manuskript, o. J.; Düsseldorf, Malkasten-Archiv.